# Mill Creek (Port Hood)
Mill Creek – zatoka (creek) zatoki Port Hood (do 8 stycznia 1976 ciek do niej uchodzący od wschodu) w kanadyjskiej prowincji Nowa Szkocja, w hrabstwie Inverness; nazwa urzędowo zatwierdzona 7 lipca 1949 (dla cieku obejmującego także obszar pływów – ten pierwszy otrzymał 8 stycznia 1976 nazwę Little River).